# Stjärnrödhätting
Stjärnrödhätting (Entoloma nothofagi) är en svampart som beskrevs av G. Stev. 1962. Entoloma nothofagi ingår i släktet Entoloma och familjen Entolomataceae.   Inga underarter finns listade i Catalogue of Life.
I den svenska databasen Dyntaxa används istället namnet Entoloma conferendum för samma taxon.  Arten är reproducerande i Sverige.